# Mercedes Vidal Lago
Mercedes Vidal Lago (Barcelona, 1980) és una política catalana i ambientòloga, vinculada a Comunistes de Catalunya, Esquerra Unida i Alternativa (EUiA) i la Federació d'Associacions de Veïns i Veïnes de Barcelona (FAVB). Va ser regidora a l'Ajuntament de Barcelona a la legislatura de 2015 a la llista de Barcelona en Comú. És co-coordinadora general d'EUiA.
Va ser vicepresidenta de la FAVB. Ha participat a «Aigua és Vida» i a l'Aliança contra la Pobresa Energètica i és vocal de la Junta directiva (2022-2024) de l'Associació per a la Promoció del Transport Públic (PTP). Va militar en les Joventuts Obreres Cristianes i, des de 2004, forma part d'EUiA. En l'àmbit professional la seva especialitat és l'urbanisme sostenible; ha fet recerca, ha participat en programes de conservació dels recursos hídrics, projectes sobre mobilitat sostenible, corredors verds urbans i aprofitament d'energia solar.
En l'àmbit institucional, va assumir la regidoria de Mobilitat al govern municipal i a més, va ser regidora del districte d'Horta-Guinardó. Va ser presidenta de Transports Metropolitans de Barcelona (TMB) i de l'Institut Metropolità del Taxi, també és consellera de Barcelona de Serveis Municipals., així com consellera en altres empreses públiques relacionades amb la mobilitat. L'any 2017, essent Vidal presidenta de TMB, la seva gestió de la vaga del metro va ser reprovada per la Comissió d'Urbanisme, Ecologia i Mobilitat de l'Ajuntament de Barcelona. Pocs dies després, el ple de l'Ajuntament va demanar-ne la dimissió com a presidenta de TMB. Vidal només va rebre el suport dels dos partits de govern. Durant el seu mandat, les polítiques de mobilitat sostenible van adquirir una gran centralitat política a l'Ajuntament de Barcelona, amb un ampli desenvolupament dels carrils bici, les superilles, l'impuls a la connexió del tramvia, la regulació dels vehicles de mobilitat personal (VMP) i el nou contracte del Bicing. Malgrat la seva conflictiva gestió de les vagues al metro, també s'hi van realitzar grans inversions.
El 25 d'abril de 2019 va presentar la seva dimissió a tots els càrrecs executius que ocupava. Després de l'exercici del càrrec institucional va tornar a la seva feina com a tècnica de medi ambient al camp de l'ecologia urbana, mantenint la seva militància política a EUiA i Comunistes de Catalunya.
És autora de diverses publicacions en els àmbits científic i polític. Col·labora habitualment amb la publicació digital La Realitat.